# Caleta Peralta
Die Caleta Peralta ist eine Bucht an der Nordküste von Laurie Island im Archipel der Südlichen Orkneyinseln. Sie liegt am Kap Roca.
Argentinische Wissenschaftler benannten sie. Der weitere Benennungshintergrund ist nicht überliefert.